# Чемпіонат світу з футболу 1974 (кваліфікаційний раунд, КОНМЕБОЛ)
У рамках відбіркового турніру до чемпіонату світу з футболу 1974 команди конфедерації КОНМЕБОЛ змагалися за дві гарантовані путівки до фінальної частини чемпіонату світу з футболу 1974, а також за місце у міжконтинентальному плей-оф, у якому володар ще одного місця на світовій першості мав визначитися у боротьбі проти представника зони УЄФА. Крім того ще один представник Південної Америки, збірна Бразилії, кваліфікувався до розіграшу Кубка світу автоматично як його чинний володар.
Дев'ять команд-учасниць відбору були розподілені між трьома групами по три команди у кожній. Кожна команда грала із кожним із суперників по дві гри, одній вдома і одній на виїзді. Переможці груп 1 і 2, якими стали відповідно збірні Уругваю і Аргентини, виходили до фінальної частини чемпіонату світу. Переможець же третьої групи, команда Чилі, ставав учасником плей-оф проти представника Європи.

## Група 1
| Місце | Команда  | О | І | В | Н | П | Г+ | Г- | РГ |
| ----- | -------- | - | - | - | - | - | -- | -- | -- |
| 1     | Уругвай  | 5 | 4 | 2 | 1 | 1 | 6  | 2  | +4 |
| 2     | Колумбія | 5 | 4 | 1 | 3 | 0 | 3  | 2  | +1 |
| 3     | Еквадор  | 2 | 4 | 0 | 2 | 2 | 3  | 8  | −5 |

| 21 червня 1973 | Колумбія  | 1 – 1 | Еквадор     | Богота, Колумбія      |  |
|                | Ортіс 44' |       | Муньйос 72' | Суддя: Гуенеро (Перу) |  |
|                |           |       |             |                       |  |

| 24 червня 1973 | Колумбія | 0 – 0 | Уругвай | Богота, Колумбія             |  |
|                |          |       |         | Суддя: Гойкоечеа (Аргентина) |  |
|                |          |       |         |                              |  |

| 28 червня 1973 | Еквадор           | 1 – 1 | Колумбія  | Гуаякіль, Еквадор            |  |
|                | Муньйос 29' (pen) |       | Ортіс 50' | Суддя: Пестаріно (Аргентина) |  |
|                |                   |       |           |                              |  |

| 1 липня 1973 | Еквадор        | 1 – 2 | Уругвай                | Кіто, Еквадор                  |  |
|              | Еступіньян 35' |       | Кубілья 41' Морена 74' | Суддя: Арппі Фільйо (Бразилія) |  |
|              |                |       |                        |                                |  |

| 5 липня 1973 | Уругвай | 0 – 1 | Колумбія  | Монтевідео, Уругвай    |  |
|              |         |       | Ортіс 71' | Суддя: Гонсалес (Чилі) |  |
|              |         |       |           |                        |  |

| 8 липня 1973 | Уругвай                              | 4 – 0 | Еквадор | Монтевідео, Уругвай      |  |
|              | Морена 4', 27' Кубілья 30' Мілар 62' |       |         | Суддя: Канете (Парагвай) |  |
|              |                                      |       |         |                          |  |

Уругвай кваліфікувався за кращою різницею голів.

## Група 2
| Місце | Команда   | О | І | В | Н | П | Г+ | Г- | РГ  |
| ----- | --------- | - | - | - | - | - | -- | -- | --- |
| 1     | Аргентина | 7 | 4 | 3 | 1 | 0 | 9  | 2  | +7  |
| 2     | Парагвай  | 5 | 4 | 2 | 1 | 1 | 8  | 5  | +3  |
| 3     | Болівія   | 0 | 4 | 0 | 0 | 4 | 1  | 11 | −10 |

| 2 вересня 1973 | Болівія     | 1 – 2 | Парагвай                | Ла-Пас, Болівія                 |  |
|                | Моралес 30' |       | Ескобар 41' Інсфран 74' | Суддя: Рендон Вільядс (Еквадор) |  |
|                |             |       |                         |                                 |  |

| 9 вересня 1973 | Аргентина                       | 4 – 0 | Болівія | Буенос-Айрес, Аргентина       |  |
|                | Бріндісі 30', 43' Аяла 66', 75' |       |         | Суддя: Пасос Б'янчі (Уругвай) |  |
|                |                                 |       |         |                               |  |

| 16 вересня 1973 | Парагвай  | 1 – 1 | Аргентина | Асунсьйон, Парагвай        |  |
|                 | Арруа 41' |       | Аяла 33'  | Суддя: Дельгадо (Колумбія) |  |
|                 |           |       |           |                            |  |

| 23 вересня 1973 | Болівія | 0 – 1 | Аргентина   | Ла-Пас, Болівія           |  |
|                 |         |       | Форнарі 17' | Суддя: Коельйо (Бразилія) |  |
|                 |         |       |             |                           |  |

| 30 вересня 1973 | Парагвай                                     | 4 – 0 | Болівія | Асунсьйон, Парагвай        |  |
|                 | Барейро 10' Осоріо 13' Інсфран 18' Арруа 89' |       |         | Суддя: Техада Бурга (Перу) |  |
|                 |                                              |       |         |                            |  |

| 7 жовтня 1973 | Аргентина                        | 3 – 1 | Парагвай    | Буенос-Айрес, Аргентина |  |
|               | Аяла 32' (пен.), 57' Гуеріні 89' |       | Ескобар 22' | Суддя: Діас (Чилі)      |  |
|               |                                  |       |             |                         |  |

Аргентина кваліфікувалася.

## Група 3
| Місце | Команда   | О       | І       | В       | Н       | П       | Г+      | Г-      | РГ      |
| ----- | --------- | ------- | ------- | ------- | ------- | ------- | ------- | ------- | ------- |
| 1=    | Чилі      | 2       | 2       | 1       | 0       | 1       | 2       | 2       | 0       |
| 1=    | Перу      | 2       | 2       | 1       | 0       | 1       | 2       | 2       | 0       |
| —     | Венесуела | знялася | знялася | знялася | знялася | знялася | знялася | знялася | знялася |

| 29 квітня 1973 | Перу            | 2 – 0 | Чилі | Ліма, Перу               |  |
|                | Сотіль 43', 62' |       |      | Суддя: Маркес (Бразилія) |  |
|                |                 |       |      |                          |  |

| 13 травня 1973 | Чилі                    | 2 – 0 | Перу | Сантьяго, Чилі                |  |
|                | Крісосто 68' Аумада 71' |       |      | Суддя: Баррето Руїс (Уругвай) |  |
|                |                         |       |      |                               |  |

Чилі і Перу обмінялися перемогами на власних полях і мали однакову різницю голів, тому для визначення переможця групи було призначено додаткову гру на нейтральному полі.
| 5 серпня 1973 | Чилі                   | 2 – 1 | Перу         | Монтевідео, Уругвай      |  |
|               | Вальдес 45' Фаріас 58' |       | Байлетті 40' | Суддя: Да Роса (Уругвай) |  |
|               |                        |       |              |                          |  |

Чилі пройшло до міжконтинентального плей-оф.

## Плей-оф КОНМЕБОЛ — УЄФА
Переможець змагання у Групі 3, збірна Чилі, став учасником міжконтинентальному плей-оф, у рамках якого мав розіграти путівку до фінальної частини світової першості у боротьбі проти переможця Групи 9 кваліфікаційного турніру зони УЄФА, яким стала збірна СРСР.
Плей-оф мав складатися із двох ігор, по одній на полі кожного із суперників. Перша гра пройшла у Москві і завершилася нульовою нічиєю. Радянська збірна відмовилася проводити другу гру в Чилі, де двома місяцями раніше відбувся військовий переворот і встановився антирадянські налаштований режим Августо Піночета. Пропозиція щодо проведення гри на нейтральному полі була відкинута чилійською стороною та ФІФА, тож радянськім футболістам було зараховано технічну поразку 0:2 за неявку на матч, і путівку на чемпіонат світу отримала збірна Чилі.
| 26 вересня 1973 |

| СРСР | 0–0      | Чилі |
| ---- | -------- | ---- |
|      | Протокол |      |

| Стадіон ім. Леніна, Москва Глядачів: 48,891 Арбітр: Армандо Маркес (Бразилія) |

| 21 листопада 1973 |

| Чилі | 2–0 Технічна | СРСР |
| ---- | ------------ | ---- |
|      | Протокол     |      |

| Національний стадіон, Сантьяго Глядачів: 15,000 Арбітр: Еріх Лінемайр (Австрія) |

## Бомбардири
5 голів
| - Рубен Аяла |

3 голи
| - Віллінгтон Ортіс - Фернандо Морена |

2 голи
| - Мігель Анхель Бріндісі - Вашингтон Муньйос - Адальберто Ескобар | - Сатурніно Арруа - Хорхе Інсфран - Уго Сотіль | - Луїс Кубілья |

1 гол
| - Оскар Форнарі - Карлос Гуеріні - Рауль Моралес - Серхіо Аумада | - Хуліо Крісосто - Рохеліо Фаріас - Франсіско Вальдес - Італо Еступіньян | - Педро Алсідес Барейро - Хувенсіо Осоріо - Ектор Байлетті - Деніс Мілар |